# Lawrence Nemeia
Lawrence Nemeia (ur. 12 listopada 1977 w Tarawa) – kiribatyjski piłkarz grający na pozycji ofensywnego pomocnika.